# Conor Chaplin
Conor Chaplin, né le 16 février 1997 à Worthing, est un footballeur anglais qui évolue au poste d'attaquant à Ipswich Town.

## Biographie
Issu du centre de formation du club de Portsmouth, Chaplin signe son premier contrat avec le club en 2014.
Le 30 août 2018, il est prêté à Coventry City FC, club de D3 anglaise.
Le 4 janvier 2019, il rejoint Coventry de manière permanente.
Le 19 juillet 2019, il rejoint le Barnsley FC.
Le 27 juillet 2021, il rejoint Ipswich.

## Palmarès

### En club
Portsmouth
- Championnat d'Angleterre de quatrième division (1) :
  - Champion : 2016-2017.

 Ipswich Town
- Championnat d'Angleterre de deuxième division :
  -     - Vice-champion : 2023-24

### Distinction individuelle
- Membre de l'équipe type de League One (troisième division) en 2023[1]